# Березиль
«Березиль» (укр. «Березіль») — украинский театр-студия, основанный 31 марта 1922 году в Киеве, с 1926 в Харькове (ныне Харьковский Украинский академический Драматический Театр имени Т. Г. Шевченко). Сейчас название «Березиль» носит малая сцена этого театра.

## История

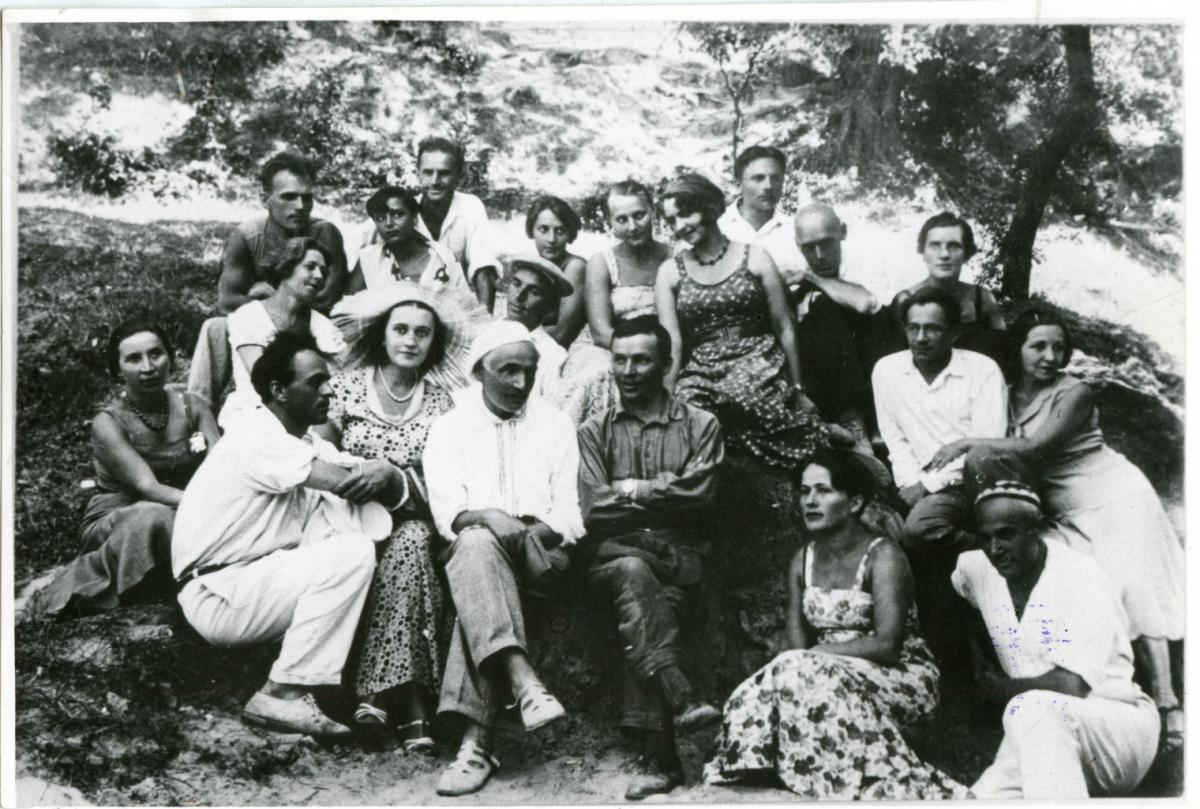
Акторы театра «Березиль»на гастролях в Грузии

«Березиль» стал одним из первых украинских советских театров. Название театра происходит от украинского названия первого весеннего месяца — березень (март). Творческое объединение было основано на базе одной из групп коллектива «Молодого театра». Первое представление «Октябрь» (текст творческого постановочного коллектива) состоялось 7 ноября 1922 года. Работал как государственный театр с 1922 до 1926 в Киеве, а с 1926 — в Харькове (тогдашней столице советской Украины). Период жизни и становления театра в Киеве считают его «политическим» периодом, а харьковский период — философским.
В состав труппы вошли: художественный руководитель и главный режиссёр — А. С. Курбас, режиссёры Б. Ф. Тягно, Я. Д. Бортник, Ф. Л. Лопатинский, В. М. Скляренко, Б. А. Балабан, Л. Ф. Дубовик, П. М. Кудрицкий, главный художник В. Г. Меллер, актёры А. М. Бучма, Н. М. Ужвий, А. И. Сердюк, М. М. Крушельницкий, Д. И. Антонович, И. А. Марьяненко, Л. М. Гаккебуш, Х. П. Нещадименко, В. Н. Чистякова, Ф. И. Радчук, В. С. Василько, М. Ф. Кононенко, А. И. Бабиивна, И. И. Гирняк, О. О. Добровольская, Н. К. Титаренко, О. А. Даценко, А. М. Смерека, И. И. Стешенко, С. В. Шагайда, Д. Е. Милютенко, Е. В. Бондаренко, Р. Г. Ивицкий, С. Г. Карпенко, С. В. Коваль, П. Н. Самийленко, В. Е. Бжеская, Е. А. Петрова, П. Е. Масоха, Н. Ващенко и другие.

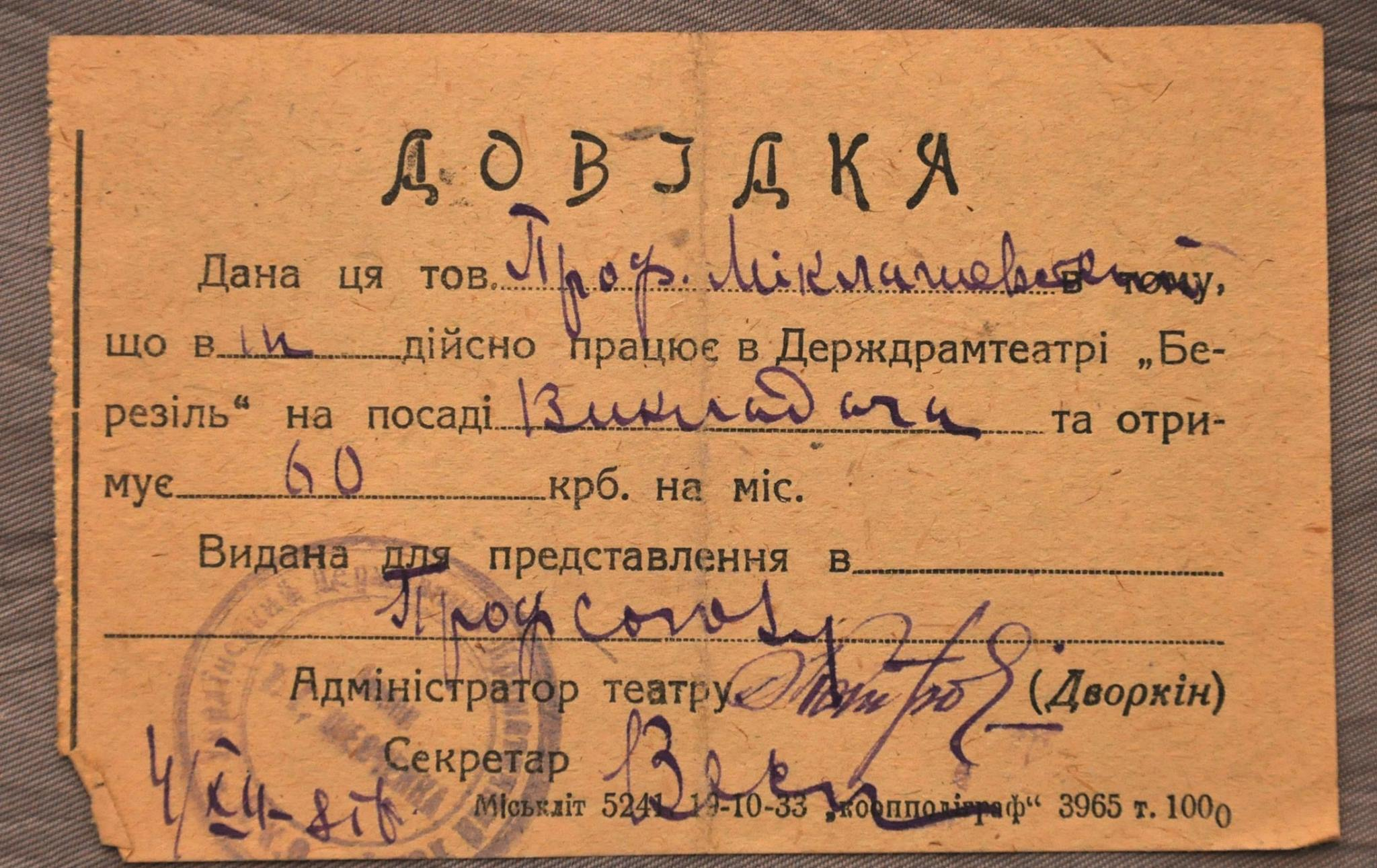
Miklaschevsky

Во время своего расцвета театр «Березиль» насчитывал 6 актёрских студий (три в Киеве и по одной в Белой Церкви, Умани и Одессе), около 400 актёров и сотрудников, режиссёрскую лабораторию (режлаб), музей театра (ныне Государственный музей театрального, музыкального и киноискусства Украины в Киеве) и десять комитетов, в том числе и так называемый «психологически-технический» комитет, который применял методы прикладной психологии для разработки новых методов обучения актёров и режиссёров.
Каждая мастерская, помимо постоянного репертуара, имела своё особое задание и занималась поисковой работой в различных областях театрального искусства. В театре действовал мюзик-холл (спектакли «Шпана», «Алло, на волне 477!», «Четыре Чемберлена»), агитпроп. Было подготовлено серию «костюмированные истории» (спектакли «Жакерия», «Савва Чалый», «Король забавляется», «Заговор Фиеско»). Театр также издавал журнал «Баррикады театра». «Березиль» был смелым и крепким экспериментальным коллективом, в котором зажигались молодые таланты.
В своей декларации молодой коллектив объявил борьбу против рутины, штампа, косности. Он стремился преодолеть этнографизм натуралистически-бытового театра, создать театральное искусство, созвучное новой революционной эпохе, театр политической агитации, современной, яркой сценической формы. «Березиль» сосредоточил творческие усилия на поиске новых сценических средств. В отличие от «реалистичного» театра (идеи которого исповедовал Гнат Юра), Курбас эволюционирует в сторону авангардизма, экспрессионистичности, конструктивизма и необарочного символизма. Он делает упор на использовании простых декораций, на экономности в средствах, эрудиции актёров и целомудренности прозрачной мизансцены, к которым приобщают фотографию, кино и музыку. Режиссёр избегает копирования и не желает обращаться к российским перепевам западной культуры.
В апреле-мае 1926 г. Всеукраинское театральная совещание приняло решение о переименовании киевского театра «Березиль» в Центральный украинский театр Республики и переводу его в Харьков. Курбас говорил:

… Я связываю с переходом в Харьков перспективы возрождения «Березиля» как такового, как того коллектива, который не плетется от постановки к постановке, который не допускает элементы разложенческих настроений, но наоборот — весь сконцентрирован на одной цели — безусловном завоевании ведущей позиции.

4 мая 1926 г. в Киевском театре им. В. И. Ленина состоялись торжественные проводы «березильцев». Коллектив «Березиля» объединил лучшие силы всех мастерских. 16 октября 1926 г. начался первый харьковский сезон. Премьерный спектакль по пьесе Ф. Кроммелинка «Золотое чрево» был представлена в помещении городского театра на улице Карла Либкнехта (ныне Сумская), где раньше работал театр имени И. Франко под руководством Г. Юры.
В харьковском «Березиле» засияла яркая триада художников — режиссёр и руководитель Лесь Курбас, художник Вадим Меллер, драматург Мыкола Кулиш. В Харькове, после знакомства с М. Кулишом, Курбас окончательно подвергает сомнению свои эстетические концепции и переориентируется. С 1926 по 1936 годы «Березиль» переживает новый период так называемого национального синтеза с необарочной доминантой. Яркими примерами такого нового направления были два спектакля по произведениям Кулиша — «Народный Малахий» (1928) и «Мина Мазайло» (1929), которые стали поводом для всеукраинской литературной дискуссии.
28—29 марта 1927 года, а затем с продолжением 15—16 апреля прошёл 1-й Всеукраинский театральный диспут, заседания которого начинались в 8 утра, а заканчивались в 2 ночи. Главными оппонентами были Гнат Юра из театра им. И.Франко и Лесь Курбас из «Березиля», которые отстаивали соответственно первый — курс на реалистическую психологическую драму, а второй — авангардистское понимания театра.
Принятый Курбасом курс на «немедленную реформу человека», то есть фактически переход от гимна массам, коллективизма к восхвалению индивидуализма, стал причиной начала нападок со стороны властей на Курбаса лично и театр в целом. Курбасовский театр был обвинен в недоступности массам, а сам режиссёр в антидемократической позиции, буржуазном национализме и контрреволюционности. «Патетическую сонату» Кулиша запретили ставить. Премьера ещё одного спектакля Кулиша «Маклена Граса» состоялась в сентябре 1933 года под наблюдением чекистов, а впоследствии была запрещена. 5 октября 1933 года коллегия Наркомата просвещения УССР своим постановлением назвала театр «вредительской организацией», а Курбаса «националистом, скатившимся до фашизма». Курбас был снят с поста руководителя театра, 25 декабря 1933 арестован, 9 апреля 1934 осужден и 3 ноября 1937 расстрелян.
После ареста Курбаса театр возглавил Марьян Крушельницкий, которому пришлось спасать коллектив от полного разгрома. Репертуар и идейная позиция театра были полностью пересмотрены в духе официального реализма. В 1935 году театр был переименован в Украинский драматический театр имени Шевченко.

## Критика
Несмотря на реабилитацию Курбаса в 1957 году, советская оценка творческой деятельности театра была неоднозначной:

… в практике творческой работы «Березиля» с самого начала сказывалась присутствие буржуазных элементов в идейно-творческих позициях руководителя «Березиля» Л. Курбаса. Это проявлялось в недооценке как прогрессивных достижений дореволюционного украинского реалистического театра, так и богатейшей сокровищницы достижений русского театра и русской драматургии, в эстетских и формалистических проявлениях. Руководство «Березиля» увлекалось условностью сценических средств выразительности, переоценивало значение движения, внешней динамики, применяли беспредметные конструкции в оформлении спектаклей. Драматургический текст иногда рассматривался не как основа, а лишь как «материал» для представления и испытывал произвольных изменений и дополнений. Противоречивость в понимании задач театра и путаница в творческом методе привела к тому, что в «Березиле» наряду с лучшими новаторскими спектаклями («Джимми Хиггинс», «Гайдамаки», «Жакерия», «Коммуна в степях», «Накануне», «Бронепоезд 14-69», «Плацдарм», «Хозяин») были и формалистические («Газ», «Машиноборцы», «Золотое чрево»), идейно сбивчивых («Алло, на волне 477!») и проникнуты националистическими тенденциями («Мина Мазайло», «Народный Малахий»).

Оценка деятельности Курбаса и его театра была пересмотрена после объявления независимости Украины. Нелли Корниенко, директор Центра Леся Курбаса, академик Академии художеств Украины, доктор искусствоведения так высказалась о нем:

У нас был творец 21—22-го веков. Это совершенно понятно сегодня после реконструкции его спектаклей. Это человек, который считал, что театр является парламентом государства, культура важнее других сфер деятельности, что оказалось в 21 веке правдой.

## Постановки

### 1922
- «Октябрь», текст коллективный (режиссёр Л. Курбас).

### 1923
- «Рур», текст коллективный (режиссёр Л. Курбас).
- «Газ» Кайзера (режиссёр Л. Курбас).
- «Новые идут» по Зозуле (режиссёр Ф. Лопатинский).
- «Джимми Хиггинс» по Синклеру (режиссёр Л. Курбас).

### 1924
- «Машиноборцы» Толлера (режиссёр Ф. Лопатинский).
- «Человек-масса» Толлера (режиссёр Г. Игнатович).
- «Гайдамаки» по Шевченко (режиссёр Л. Курбас).
- «Макбет» по Шекспиру (режиссёр Л. Курбас).
- «Противогазы» Третьякова (режиссёр Б. Тягно).
- «Остались в дураках» Кропивницкого (режиссёр Ф. Лопатинский).
- «Секретарь профсоюза» по Скотт (режиссёр Б. Тягно).

### 1925
- «За двумя зайцами» Старицкого (режиссёр В. Василько).
- «Коммуна в степях» Кулиша (режиссёр П. Кудрицкий),
- «Жакерия» Мериме (режиссёр Б. Тягно).
- «Накануне» по Поповскому (режиссёр Л. Курбас).

### 1926
- «Шпана» Ярошенко (режиссёр Я. Бортник).
- «Золотое чрево» Кроммелинка (режиссёр Л. Курбас).
- «Седи» Моэма и Колтона (режиссёр В. Инкижинов).

### 1927
- «Пролог» Бондарчука и Курбаса (режиссёр Л. Курбас).
- «Савва Чалый» Карпенко-Карого (режиссёр Ф. Лопатинский).
- «Король забавляется» Гюго (режиссёр Б. Тягно).
- «Микадо» по Саливену (режиссёр В. Инкижинов).
- «Яблоневый плен» Днепровского (режиссёр Я. Бортник).
- «Октябрьский смотр», текст коллективный (режиссёр Б. Тягно).

### 1928
- «Бронепоезд 14-69» Иванова (режиссёр Б. Тягно).
- «Народный Малахий» Кулиша (режиссёр Л. Курбас).
- «Заговор Фиеско в Генуе» Шиллера (режиссёр Я. Бортник).

### 1929
- «Алло, на волне 477!», текст коллективный (режиссёр В. Скляренко).
- «Мина Мазайло» Кулиша (режиссёр Л. Курбас).

### 1930
- «Завещание пана Ралка» Цымбала (режиссёр А. Дехтяренко).
- «Диктатура» Микитенко (режиссёр Л. Курбас).
- «97» Кулиша (режиссёр Л. Дубовик).

### 1931
- «Неизвестные солдаты» Первомайского (режиссёр В. Скляренко).
- «1905 год на ХТЗ», текст коллективный (режиссёр Л. Дубовик).
- «МРТО», текст коллективный (режиссёр А. Дехтяренко).
- «Товарищ женщина», текст коллективный (режиссёры В. Чистякова, Ф. Ищенко).
- «Четыре Чемберлена», текст коллективный (режиссёр Б. Балабан).
- «Кадры» Микитенко (режиссёр Л. Дубовик).
- «Рождение гиганта», текст коллективный (режиссёр Л. Курбас).

### 1932
- «Плацдарм» Ирчана (режиссёр Б. Балабан).
- «Местечко Ладеню» Первомайского (режиссёр А. Дехтяренко).
- «Тетнулд» Дадиани (режиссёр В. Скляренко).
- «Хозяин» Карпенко-Карого (режиссёр В. Скляренко).

### 1933
- «Господин де Пурсоньяк» Мольера (режиссёр Л. Курбас).
- «Маклена Граса» Кулиша (режиссёр Л. Курбас).
- «Гибель эскадры» Корнейчука (режиссёр Б. Тягно).

### 1934
- «Бастилия Божьей матери» Микитенко (режиссёр Л. Дубовик).
- «Ледоход» Мизюна (режиссёр Ф. Ищенко).
- «Смерть леди Грей» Голованивского (режиссёр Г. Игнатович).
- «Мартын Боруля» Карпенко-Карого (режиссёр В. Скляренко).
- «Восточный батальон» Прута и бр. Тур (режиссёр В. Скляренко).